# ウィマーンメーク宮殿
座標: 北緯13度46分26秒 東経100度30分46秒 / 北緯13.77389度 東経100.51278度

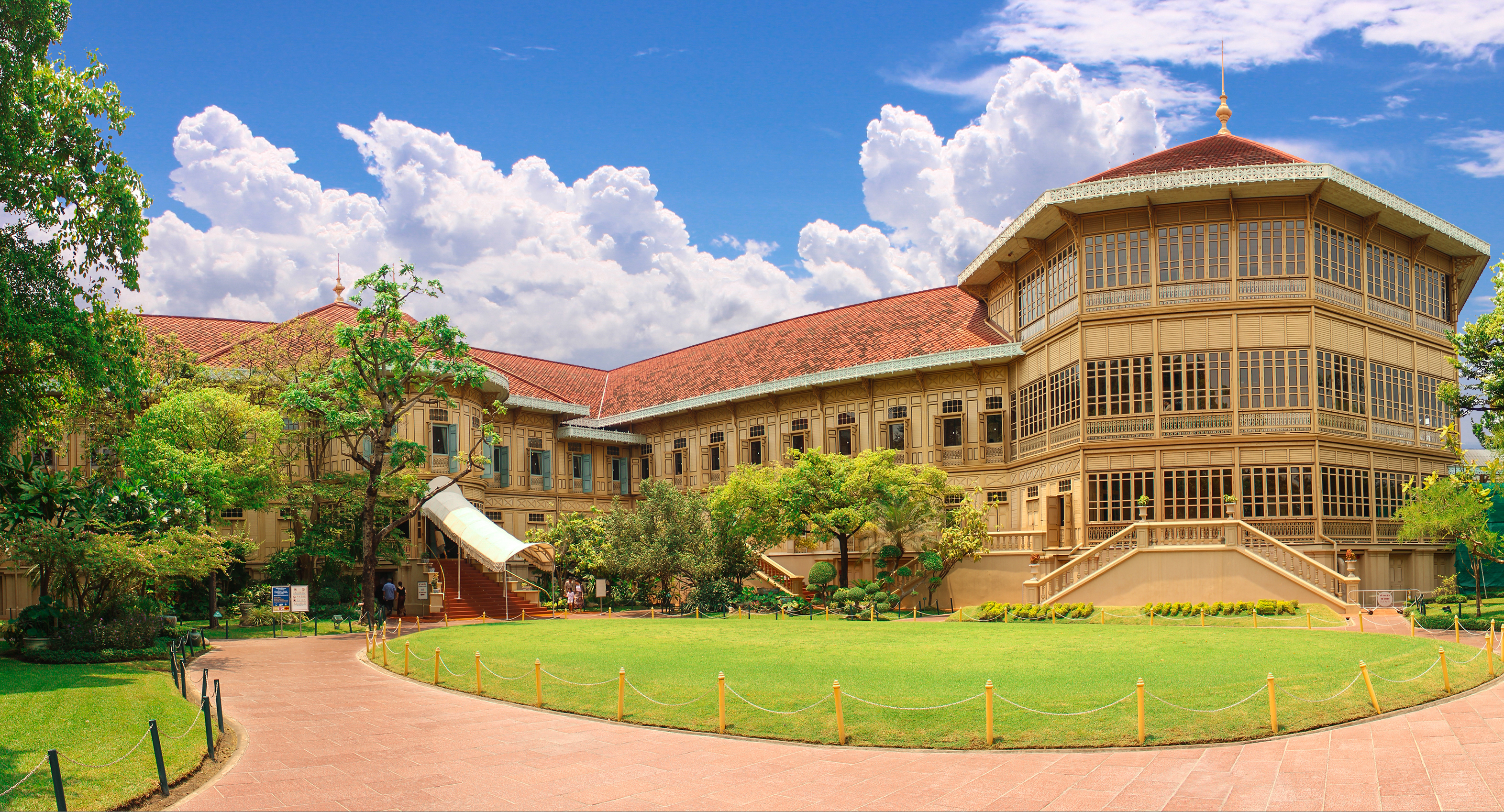
ウィマーンメーク宮殿

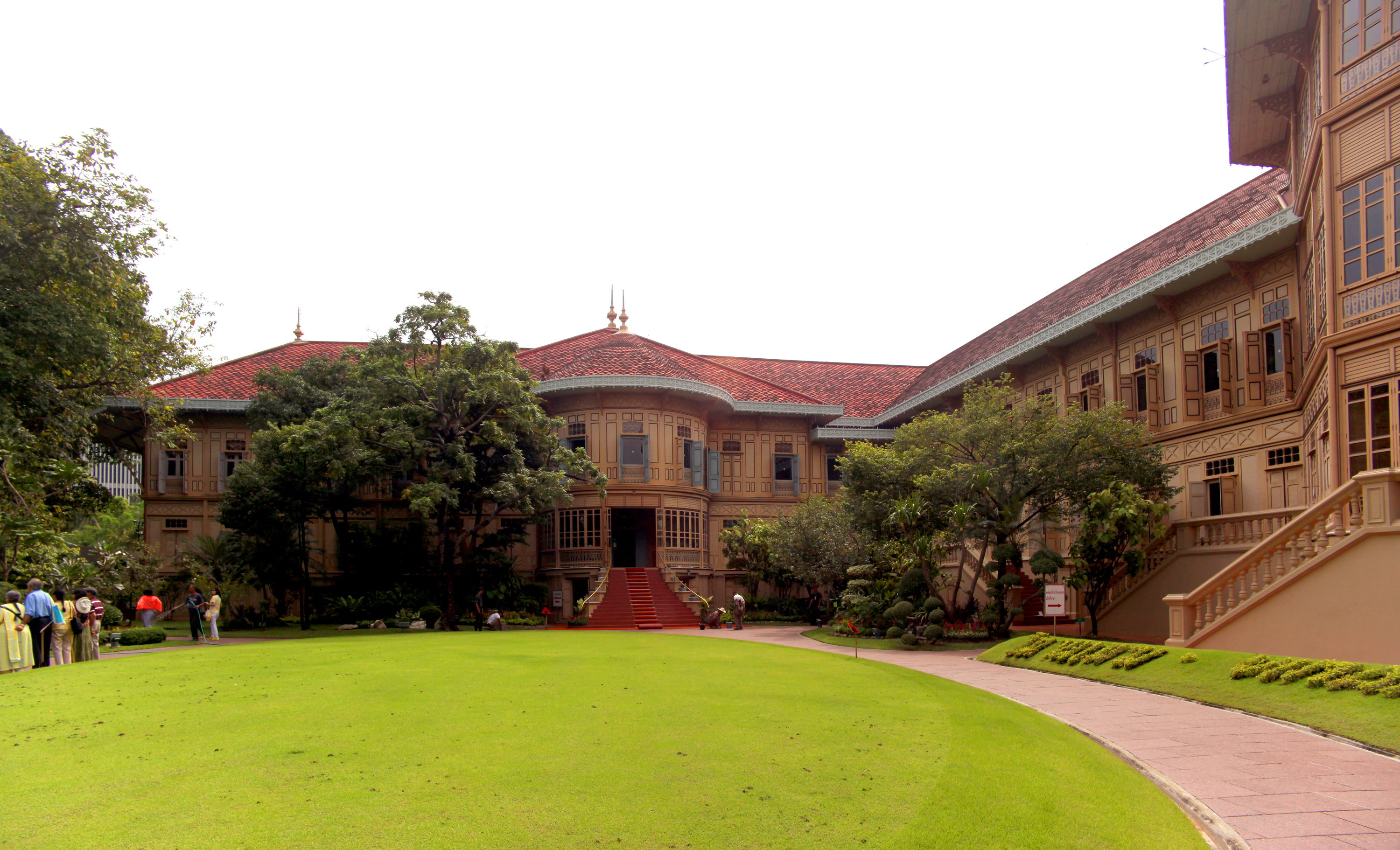
ウィマーンメーク宮殿（中心の邸宅）

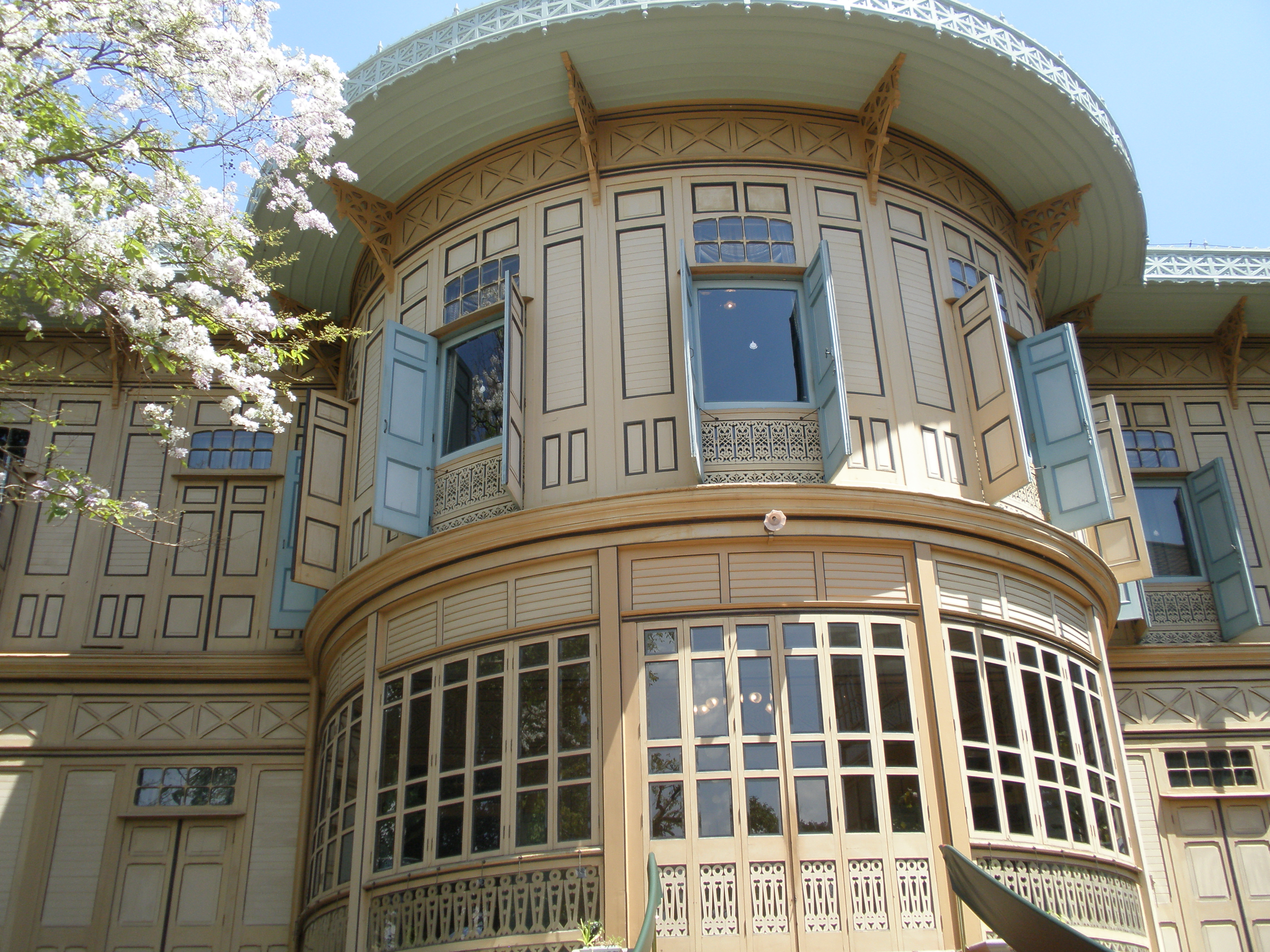
ウィマーンメーク宮殿（中心の邸宅）入口のファサード

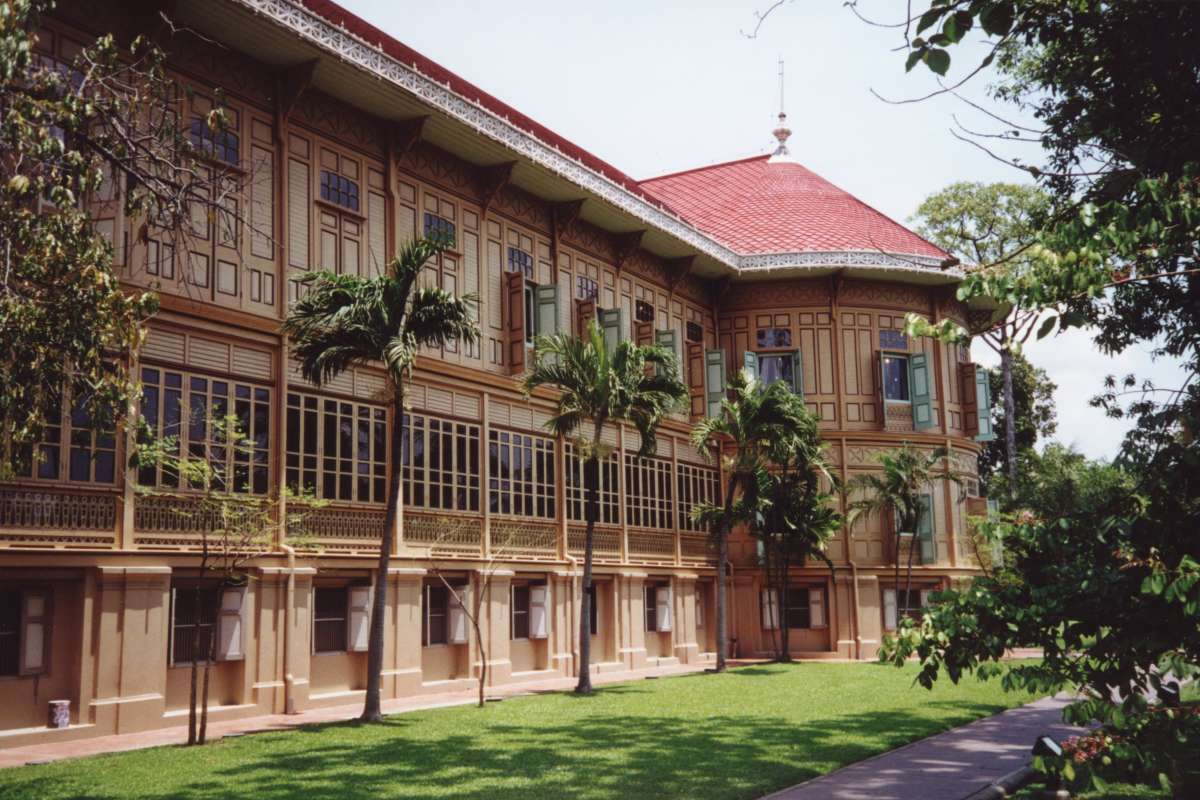
ウィマーンメーク宮殿（中心の邸宅）南面

ウィマーンメーク宮殿（ウィマーンメークきゅうでん）とは、タイのドゥシット宮殿の一部をなす宮殿。バンコク・ドゥシット区にある、宮殿群ないしはその中心となる建物のことである。宮殿群を指した、その中心となる邸宅は พระที่นั่งวิมานเมฆ (Vimanmek Mansion) と呼ばれる。本稿では暫定的に後者を「中心の邸宅」と呼ぶ。
宮殿群は近隣のアナンタサマーコム宮殿、チットラダー宮殿、その他の建築物とともにドゥシット宮殿群を形成する。
2017年末以降、修復工事が行われており拝観不可。

## 歴史
1900年に、国王ラーマ5世が、チョンブリー県のシーチャン島にあったチュタートゥット宮殿の建物の部材を運んで、ドゥシット庭園内に再建したもので、竣工式は1901年3月27日に行なわれた。ラーマ5世は、1906年にアンポーン・サターンの新宮殿に移るまで、5年間ここに住んだ。
その後もしばらくは王室関係者の住居などになっていたが、1932年には、この建物は王室庁の倉庫として利用されるだけとなっていた。
1982年、シリキット王妃の求めによりラーマ9世の勅許が下され、ウィマーンメーク宮殿は、写真類や由緒の品々などを展示してラーマ5世を顕彰する博物館として、また、タイの国家的文化遺産として公開されるべく、改装されることになった。
1983年から、ガイド付きツアーの形で内部が公開されるようになり、ウィマーンメーク宮殿は、多数の観光客が訪れる場所となっている。また、チーク材による木造建築としては世界最大の建物とされている。

## 中心の邸宅
西洋式とも、タイの伝統様式と西洋式の折衷ともされる建物だが、部材はタイ産のものを使っている。長さおよそ30メートルの二つの翼が直角につながれる形になっており、高さはおよそ20メートルで3階建てになっているが、建物の西端に置かれた王の生活空間は8角形の構造による4階建てになっている。
地上階は煉瓦とセメントでできているが、上階はすべてチーク材で組み上げられており、扉などの取り付け部分を別にすれば金属製の釘は用いられていない。建物全体で81の部屋があるが、現在は31部屋が公開されている。特に、王の寝室、謁見室、浴室は、ラーマ5世当時の雰囲気を伝えている。浴室には、人力で水圧を加える方式による、タイ最初のシャワーも備えられている。